# Kostelec nad Orlicí
Kostelec nad Orlicí är en stad i Tjeckien.   Den ligger i regionen Hradec Králové, i den östra delen av landet, 130 km öster om huvudstaden Prag. Kostelec nad Orlicí ligger 294 meter över havet och antalet invånare är 6 184.
Terrängen runt Kostelec nad Orlicí är platt åt nordväst, men åt sydost är den kuperad. Runt Kostelec nad Orlicí är det ganska glesbefolkat, med 50 invånare per kvadratkilometer. Närmaste större samhälle är Vysoké Mýto, 19,2 km söder om Kostelec nad Orlicí. Omgivningarna runt Kostelec nad Orlicí är en mosaik av jordbruksmark och naturlig växtlighet.